# Katran
Katran (od turske reči - arapskog: qaṭrān - قطران) ili tar / ter (od staroengleskog teoru = drvo) je gusta lepljiva tamno  smeđa do crna tečnost, nastala u procesu karbonizacije (suve destilacije) fosilnih goriva; drva, treseta, uglja i nekih drugih organskih supstanci.
Najveći proizvođači katrana su zemlje sa razvijenom industrijom zemnog gasa i koksa; SAD, Rusija, Kanada, Ujedinjeno Kraljevstvo, Francuska, Holandija, Nemačka.

## Istorija
Katran je prvi put proizveden kada se počelo sa zagrevanje uglja da bi se dobio koks za visoke peći u čeličanama., U tom procesu stvara se i crna tečnost koja se brzo stvrdnjava  i koja je u početku izgledala bezvredna, i zato su ga ljudi  bacali. Međutim, od katrana se danas proizvodi više od 200.000 nusproizvoda koji su u svakodnevnoj upotrebi
Katran je prvi put upotrebljen za gorivo. Kasnije, je njime  premazivano drvo i užad  kako bi se na taj način zaštitili od vlage i truljenja. 
Konačno, otkriveno je da se od katrana mogu praviti i druge korisne materije. Tako se npr. nakon zagrevanja i destilacije katrana dobijaju  različita ulja, među kojima je i jedna frakcija ulja koja se koristiti kao zamena za terpentin.
Nakon što je , 1856. godine, 17-godišnji asistent hemičar u Engleskoj Vilijam Henri Perkins sasvim slučajno otkrio da se iz katrana mogu dobiti  anilinske boje. To je otvorilo nove mogućnosti u svetu hemijske industrije.

## Karakteristike
Po hemijskom sastavu katran je mešavina ugljenovodonika i njegovih derivata čija količina i kvaliteta najviše zavise od temperaturi na kojoj se obavlja suva destilacija, koja se odvija u retorti ili komori, bez pristupa kiseonika i tipa i kvaliteti sirovine. Industrijski katran se proizvodi od antracita, lignita i drva.
Za industriju najvažniji su katrani proizvedeni od antracita, jer se od njega proizvode brojni komercijalno važne supstance.
Katran antracita (kamenog uglja) je crna gusta tečnost specifičnog mirisa, gustoće od 1,1 do 1,2 mg/cm³. On je bazna sirovina za proizvodnju veštačkih boja, lekova, eksploziva, polimera, rastvarača i brojnih drugih korisnih proizvoda.  

### Proizvodnja različitih proizvoda od katrana
Proizvodnja različiti proizvoda od katrana postiže procesom destilacije u toku koje se katran zagreva do tačke ključanja u velikim pećima, iz kojih izlaze savijene cevi, koje skupljaju gasove i tečnosti se u njima stvaraju. 
Sam katran sadrži od svega pomalo. Prilikom svakog novog prečišćavanja iz njega se izvlače različiti sastojci. Smola koja u tom procesu ostaje u stvari je katran koji se danas koristi kao sastavni deo šindre, krovnog papira i asfalta koji se upotrebljava za prekrivanje (asfaltiranja) ulica.

#### Uzgredni proizvodi katrana
- Većina boja koje služe za bojenje i za proizvodnju štamparske boje pravi se od katrana.
- Karbolna kiselina, koja se upotrebljava kao antiseptik u zdravstvenim uslovima, potiče od katrana.
- Aspirin se proizvodi od katrana.
- Saharin, koji je 5.50 puta slađi od šećera, takođe je proizvod koji se dobija iz ugljenog katrana.
- Savremena industrija plastike zasnovana je na katranu. Najlon je kombinacija uglja, vazduha i vode. * Danas se čak i odela prave od uglja.
- Naftalinske kuglice, veštačka aromatična sredstva takođe su proizvodi dobijeni iz katrana.
- Hemijski proizvodi koji se dobijaju iz kamenog uglja upotrebljavaju se i za ishranu.

## Vrste katrana
U odnosu na temperaturu destilacije, razlikuju se dve vrste katrana: visokotemperaturni i niskotemperaturni.

### Visokotemperaturni katran
Visokotemperaturni katran, se ubraja u katran koji proizvode koksare, u procesu suve destilacije uglja na temperaturi od 750 do 1.300°C. Sastoji se uglavnom od ugljikovodika aromatskoga reda: benzena, naftalena, antracena i njihovih derivata. 
Frakcijskom destilacijom katran se razlaže u više frakcija (koje se nazivaju ulja, koja se dale na laka, srednja, teška, antracenska ulja. Nakon destilacije zaostaje i katranska smola, koje ima u katranu više od 50%. Daljom preradbom pojedinih frakcija (rektifikacijom i hemijskom obradom) dobija se ceo niz tehničkih ili hemijski čistih trgovačkih proizvoda.

#### Lako ulje
Iz lakog ulja dobijaju se benzen i njegovi derivati. Sirovi benzen, obrađen toluenom i ksilenima, dolazi na tržište kao tehnički rastvarač, i upotrebljava se za proizvodnju boja, a toluen za proizvodnju eksploziva.

#### Srednje ulje
Srednje ulje sadrži fenol i veći deo u katranu sadržanoga naftalena. Fenol je jak antiseptik, koji se upotrebljava za proizvodnju pikrinske kiseline (eksploziva) i salicilne kiseline, sirovine za proizvodnju medicinskih preparata. Dok naftalen služi za proizvodnju boja, ftalne kiseline i drugih derivata.

#### Teško ulje
Teško ulje sadrži naftalen i mnoga druga organska jedinjenja, a upotrebljava se za impregnaciju železničkih pragova i kao ulje za loženje.

#### Antracensko ulje
Antracensko ulje sadrži antracen, koji se hlađenjem i kristalizacijom izlučuje zajedno sa drugim sličnim jedinjenjima (fenatrenom, fluorenom i drugim). Zaostalo tečno ulje upotrebljava se kao  ulje za loženje, za impregnaciju železničkih pragova i za proizvodnju preparata za zaštitu drveća i voćaka (karbolineum).

#### Katranska smola
Katranska smola upotrebljava se za izradbu izolacionih masa, kitova, osnove za gvozdene konstrukcije, ugljenih briketa i slično. Daljom destilacijom iz katranske smole dobija se koks bez pepela namenjen za izradu elektroda.

#### Niskotemperaturni katran
Niskotemperaturni katran (švelni katran, primarni katran) dobija se švelanjem, opreznom suvom destilacijom kamenog uglja na temperaturi nižoj od 600°C. 
Sastoji se od viših fenola i pretežno alifatskih ugljikovodika (nafteni, laki benzin),  i sličan je katranu smeđeg uglja i nafti. Znatno se razlikuje od aromatskog  katrana visoke temperature.

## Katran smeđeg uglja
Katran smeđeg uglja dobija se suvom destilacijom bituminoznih vrsta smeđeg uglja na niskoj temperaturi. 
Po svom izgledu ovaj katran koji  je smeđe  boje i neprijatnog mirisa, na običnoj temperaturi ima konzistenciju maslaca. Po sastavu je sličan švelnom katranu i nafti.

## Drvni katran
Drvni katran se dobija suvom destilacijom listopadnog drveta na niskoj temperaturi (do 400°C). On nema nema veći značaj, a upotrebljava se uglavnom kao gorivo. Kvalitetniji je katran dobijen od četinarskog drveta (koji se  upotrebljava za impregnaciju drvenih predmeta), jer u sebi sadrži i terpentinsko ulje).

## Spoljašnje veze
- „Geotimes – February 2005 – Mummy tar in ancient Egypt”. Приступљено 12. 7. 2020.
- Katrandžija snagom radi, a dobro zaradi Politika onlajn 5. 5. 2018.